# Thagria quadrilancea
Thagria quadrilancea är en insektsart som beskrevs av Nielson 1977. Thagria quadrilancea ingår i släktet Thagria och familjen dvärgstritar. Inga underarter finns listade i Catalogue of Life.